# Crkva sv. apostola Petra i Pavla u Doboju
Crkva sv. apostola Petra i Pavla pravoslavni je hram koji se nalazi u Doboju, u Bosni i Hercegovini. Pripada Zvorničko-tuzlanskoj eparhiji Srpske pravoslavne crkve (SPC). Gradnja hrama započeta je 27. kolovoza 1931. godine, a završena do jeseni 1937. godine. Prva molitva je obavljena u siječnju 1936. godine. Crkvu je osvještao patrijarh srpski Gavrilo Dožić, 18. rujna 1938. godine.

## Povijest
Crkva je izgrađena na zemljištu bivših austro-ugarskih vojničkih baraka. Odlikuje se srpsko-bizantijskim stilom s tlocrtom u obliku križa dimenzija 16,90 x 16,90 m, sa središnjom kupolom i četiri manje kupole. Građena je prema projektu arhitekte Dušana Babića iz Beograda. U Drugom svjetskom ratu crkvu je od rušenja spasila Jelena Pulfer, Srpkinja rodom iz Herceg Novog, a udata za Nijemca Johana Pulfera. Naime, ona je umolila jednog njemačkog časnika da crkvu pretvori u vojno skladišten i tako zaštiti crkvu od rušenja. Ovaj časnik je pristao, iako su ustaše već bile postavile eksploziv. Dovezao je nešto vojne opreme i smjestio u crkvu. Ovim je hram spašen od rušenja tijekom Drugog svjetskog rata. Tijekom posljednjeg rata protiv Bosni i Hercegovini, crkva je uslijed granatiranja imala manja oštećenja na krovnom pokrivaču.
Crkva je generalno obnovljana od 1998. do 2010. godine, kada je prepokrivena bakrom i nanovo ožbukana. Drvorez na ikonostasu u crkvi izradio je ruski pukovnik Aleksandar Radkin, a ikone na ikonostasu i zidovima 1936. godine Ruskinja Aleksandra N. Seljanko. Crkva je živopisna, a Živopis je u akrilnoj (seko-tehnika) radio Petar Bilić iz Beograda s desetoricom svojih majstora od 2005. do 2009. godine.
Središnje Spomen-obilježje žrtava dobojskog austro-ugarskog logora nalazi se pored porte dobojskog Crkve sv. apostola Petra i Pavla u Doboju. U pomen žrtvama dobojskog logora Srpska pravoslavna crkva je objavila knjigu "Spomenica 1915-1917", 18. rujna 1938. godine. Tadašnji srpski patrijarh Gavrilo, s više arhijereja Srpske pravoslavne crkve osvještao je Spomen-crkvu sv. apostola Petra i Pavla i izgrađenu Spomen-kosturnicu u kojoj se nalaze ekshumirani posmrtni ostaci preko 12.000 žrtava dobojskog austro-ugarskog logora.

## Vanjske poveznice
- Pomen za 12.000 Srba stradalih u dobojskom logoru
- Proslava Svetog Save u dobojskom hramu Svetih aportola Petra i Pavla